# Madigan Munro
Madigan Munro, née le 6 avril 2002 à Boulder, est une coureuse cycliste américaine spécialiste de VTT cross-country et de cyclo-cross.

## Palmarès en VTT

### Championnats du monde
- Mont Sainte Anne 2019
  - 6e du cross-country juniors
- Leogang 2020
  - 4e du relais mixte (avec Christopher Blevins, Riley Amos, Haley Batten, Erin Huck et Keegan Swenson)
  - 8e du cross-country juniors
- Les Gets 2022
  -  Médaillée de bronze du relais mixte (avec Christopher Blevins, Cayden Parker, Bailey Cioppa, Haley Batten et Riley Amos)
  - 9e du cross-country espoirs
- Pal Arinsal 2024
  -  Championne du monde du relais mixte
  - 10e du cross-country espoirs

### Coupe du monde
- Coupe du monde de cross-country espoirs
  - 2022 : 9e du classement général
  - 2023 : 6e du classement général
  - 2024 : 3e du classement général

- Coupe du monde de cross-country short track espoirs
  - 2023 : 7e du classement général
  - 2024 : 3e du classement général

### Championnats panaméricains
- Salinas 2021
  -  Championne panaméricaine du relais mixte
  -  Médaillée d'argent du cross-country espoirs
- Midway 2024
  -  Championne panaméricaine du relais mixte
  -  Championne panaméricaine du cross-country espoirs

### Championnats des États-Unis
- 2022

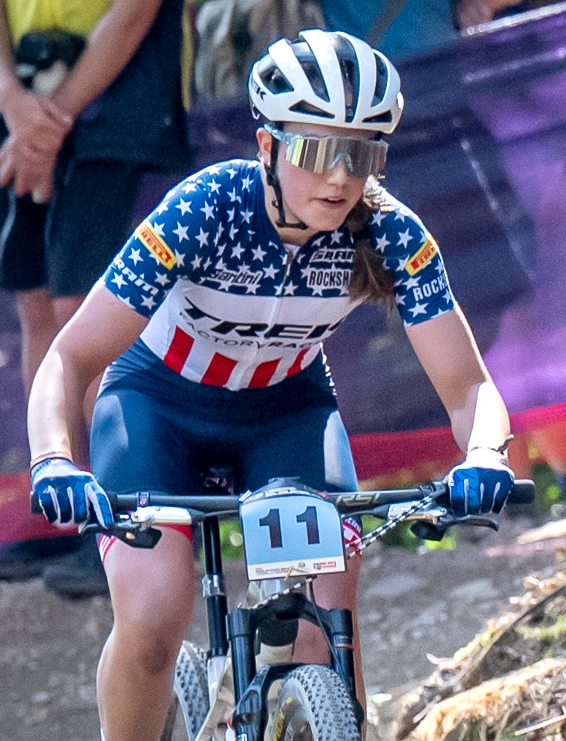
Madigan Munro portant le maillot de championne des États-Unis du cross-country espoirs 2022.

  -  Championne des États-Unis du cross-country espoirs
- 2024
  -  Championne des États-Unis du cross-country espoirs

## Palmarès en cyclo-cross
- 2018-2019
  -  Championne panaméricaine de cyclo-cross juniors
  - 3e du championnat des États-Unis de cyclo-cross juniors
- 2019-2020
  -  Championne des États-Unis de cyclo-cross juniors
  -  Médaillée de bronze du championnat du monde de cyclo-cross juniors
- 2020-2021
  - 9e de la Coupe du monde espoirs
- 2021-2022
  -  Championne panaméricaine de cyclo-cross espoirs
  - 2e du championnat des États-Unis de cyclo-cross espoirs
  - 8e du championnat du monde de cyclo-cross espoirs
- 2022-2023
  -  Championne des États-Unis de cyclo-cross espoirs